# خسبان
خسبان، روستایی از توابع شهرستان طالقان در استان البرز است. این روستا کوهستانی و سردسیر است. آب این ده از خسبان رود و از چشمه‌های داخل قلل خسبان کوه سرچشمه می‌گیرد تأمین می‌گردد. شغل اهالی این روستای زیبا در زمان‌های بسیار دور زراعت بوده است. مردم خسبان به زبان تاتی تکلم می‌کنند. به گفته محققین تات در زبان اهالی گیلان به معنی بومی، روستایی و یکجانشین می‌باشد و منظور از تات همان قوم گیلک است و منظور از زبان تاتی همان زبان گیلکی می‌باشد.

## آبشار شله بن
آبشار شله بن که یکی از زیباترین آبشارهای طالقان است و دارای طبیعتی بکر و ناب است. این آبشار از قلل خسبان سرچشمه گرفته و سپس رودخانه خسبان رود را تشکیل می‌دهد. آبشار شلبن (شله بن) در غرب روستای بزج در ۱۰ کیلومتری شمال شهرک طالقان واقع شده است و مناظر طبیعی اطراف آن بسیار زیباست. این آبشار از سه طبقه تشکیل شده و در مسیر دسترسی به آن می‌توان از کوچه باغ‌های قدیمی روستای خسبان و بزج نیز دیدن کرد.

## محصولات
غلات، یونجه، سیب زمینی، ارزن، عسل و لبنیات از محصولات این روستا می‌باشند.

## صنایع دستی
قالیچه، گلیم، جاجیم و چادرشب بافی می‌باشد.